# Křížové procesí v Kurské gubernii
Křížové procesí v Kurské gubernii (rusky Крестный ход в Курской губернии) je název obrazu ruského malíře Ilji Repina, namalovaného v letech 1880–1883.
Ilja Repin, významný představitel ruského výtvarného realismu druhé poloviny 19. století, se vícekrát ve svých dílech soustředil na zachycení sociálního postavení prostého venkovského lidu. Repinův realismus byl příznačný především tím, že i ten technicky nejdokonalejší obraz byl zároveň z uměleckého hlediska dílem s nesmírnou duchovní hloubkou. Po svém prvním velkolepém obraze Burlaci na Volze téma ostrých společenských protikladů zachytil na monumentálním plátně Křížové procesí v Kurské gubernii.

## Vznik díla
Když se v roce 1876 vrátil z tříletého zahraničního pobytu, usadil se načas v Petrohradě a v rodném Čugujevě. Zde hledal nové motivy pro svá díla. Při jedné z vycházek do okolí uviděl křížovou procesí. Po návratu domů jej zachytil na několika skicách; tehdy v něm dozrálo rozhodnutí namalovat velký obraz na toto téma.
Aby získal dostatek podnětů k namalování díla, rozhodl se vycestovat do Kurské gubernie, známé svými velkolepými křížovými procesími. Zde začal pracovat současně na dvou obrazech. Vznikly tak dvě varianty na jedno téma. První z nich je Zjevení ikony, které však později přemaloval. Významnější je druhá verze - Křížové procesí v Kurské gubernii, při jejíž tvorbě strávil tři roky.

## Námět a kompozice
Námět obrazu je velmi jednoduchý, dá se vyprávět několika slovy. Během velkého sucha po prašné zemi rozpálené dlouhými vedry putuje nekonečný zástup lidí. Nesou do kostela zázračnou ikonu, přičemž usilují o zachování všech obřadních zvyklostí takovéhoto procesí.
Více než samotný námět však zaujme kompoziční stránka díla. Jednoznačné jí dominuje téměř nekonečné množství postav. Každá z nich je odpozorovaná ze života, přesně charakterizovaná a typizovaná. I ty nejdrobnější postavy a hlavy v pozadí, které jsou sotva rozeznatelné prachem zvířeným stovkami párů nohou, jsou přesně viděné, i když naznačené sotva znatelnými tahy štětce.
Vpředu kráčejí urostlí sedláci, kteří, hrdí na svou roli, nesou ohromné tabernákulum. Za nimi jdou dvě ženy s pouzdrem na ikony následované skupinou zpěváků. Střed obrazu tvoří, poněkud v pozadí, tři představitelé místní honorace. Tlustá a vyparáděná žena drží v rukou bohatě zdobenou zázračnou ikonu. Její důležitý výraz tváře dává tušit, jak se cítí povznesená. Přesně ve středu obrazu důstojně kráčí vousatý a rozcuchaný kněz s kadidlem v ruce. Kompars obrazu tvoří dav lidí, který se vine vpřed v naději, že jim zázračná ikona přinese úlevu v jejich zbídačelém životě.
Zástup je pestrý tak, jak je Rusko různorodé. Divák mezi lidmi poznává množství typů, povah a lidských psychologii. V jednu chvíli se zdá, že to není houf lidské masy, ale proud samého života, plný nejostřejších protikladů, sociální nevraživosti, který neustále pulzuje v nikdy nekončícím koloběhu času. V množství lidí divák na jedné straně vidí sedlácké haleny proti svátečním drahým šatům, dlouhým pochodem znavených venkovanů proti na koních se nesoucím členům honorace. Zároveň je z díla jasně patrné chování lidí a jejich vztah k samotnému procesí - od chladné lhostejnosti šlechty až po bigotní mužiky, reprezentované otrhaným, ustaraným hrbáčem vlevo v popředí, který se pokouší dostat se do čela procesí.
Celý obraz je zalit slunečním jasem, který s spolu lazurovým nebem dokresluje horkou atmosféru letního dne.

## Po dokončení díla
V obraze Repin shrnul všechny své dosavadní lidské a umělecké poznatky a Křížové procesí právem patří mezi jeho nejlepší díla. Repin obrazem dokázal výrazněji než kdekoliv jinde skloubit kompoziční a obsahovou stránku. Divák má pocit, jakoby se sám ocitl v tomto mohutném životním davu.
Po dokončení obrazu jej Repin vystavil v roce 1883 na XI. putovní výstavě sdružení peredvižniků. To už byl v majetku P. M. Treťjakova, který ho po skončení výstavy umístil ve své galerii. Tímto dílem nastoupil Repin cestu k vrcholné slávě.